# Calathea colorata
Calathea colorata är en strimbladsväxtart som först beskrevs av William Jackson Hooker, och fick sitt nu gällande namn av George Bentham. Calathea colorata ingår i släktet Calathea och familjen strimbladsväxter. Inga underarter finns listade.